# Fiskevattenägare
Den som äger rätt till fiske på enskilt fiskevatten är fiskevattenägare eller fiskerättsägare. I Sverige finns cirka 300 000 fiskevattenägare. Alla insjöar, med undantag för vissa delar av Vänern, Vättern, Mälaren, Hjälmaren och Storsjön, består av enskilt fiskevatten. Enskilt fiskevatten finns också längs kusterna ut till gränsen för allmänt fiskevatten.
Fiskerätten kan vara delad och skiftad eller samfälld och oskiftad. Delad fiskerätt innebär att en fastighet äger fisket inom ett definierat geografiskt område. Vid samfällt fiske tillhör fiskerätten inom ett och samma område flera fastigheter. När Sveriges odlingsmarker och skogar skiftades, för att skapa mer rationella brukningsenheter, vid de stora reformerna under 1800-talet, förblev mycket av bysamfälligheternas fiske oskiftat. Stora samfällda fisken kan ha hundratals delägare, där var och en räknas som fiskevattenägare.
För att underlätta förvaltningen av de ibland komplicerade ägarförhållandena kan fiskevattenägarna organisera sig i fiskevårdsområden. Lagen om fiskevårdsområden stiftades 1981 och har blivit en framgång såtillvida att det sedan dess bildats över 2 000 fiskevårdsområden. Förutom en effektivare förvaltning och fiskevård har fiskevårdsområdena medfört att många fler fiskevatten idag har blivit upplåtna till allmänheten genom fiskekortsförsäljning.
Fiskevattenägare och fiskevårdsområden är organiserade i fiskevattenägareförbund. I Sverige finns tre fiskevattenägareförbund, ett riksförbund med medlemsupptag i hela landet och med 13 associerade länsförbund samt två regionala förbund i Dalarnas län/Gävleborgs län respektive östra Svealand.

## Sveriges fiskevattenägareförbund
Sveriges fiskevattenägareförbund organiserar fiskevattenägare och cirka 600 fiskevårdsområden i hela landet. Som medlemmar finns också många kommuner, flera skogsbolag, stift, organisationer och enskilda näringsidkare som äger och har intresse av att förvalta och utveckla sina fiskevatten. Förbundets huvudsakliga uppgift är att tillvarata fiskevattenägarnas och fiskerättens biologiska, ekonomiska och juridiska intressen och värden i samhället.
De biologiska intressena består i skydd och vård av miljön och uthållig förvaltning av fiskbestånd och ekosystem. De ekonomiska intressena består i utveckling av fiskevattnen, till exempel för fisketurism eller annat nyttjande, i syfte att öka värdet på fiskevattnen och att göra fiskevattnen till en växande landsbygdsresurs. De juridiska intressena består i skydd för äganderätten, rådighet över fiskevattnen och en lagstiftning som gynnar en uthållig förvaltning.
Förbundet ska också förmedla och sprida information och kunskaper till sina medlemmar. Sveriges fiskevattenägareförbund ger ut tidskriften Våra Fiskevatten som är en facktidskrift för fiskevård och utveckling av fiskevatten. Fiskevattenägareförbundet finansieras av dess egna medlemmar.

## Fiskevattenägarna Dalarna-Gävleborg
Fiskevattenägarna Dalarna-Gävleborg är en regional intresseorganisation för fiskevårdsområdena och fiskevattenägare i Dalarnas och Gävleborgs län med omnejd. Fiskevattenägarna Dalarna-Gävleborg var tidigare medlem i Sveriges fiskevattenägareförbund men valde att år 2010 utträda ur riksförbundet med hänvisning till att man inom Sveriges fiskevattenägareförbund ville centralisera upptagandet av medlemsavgifter och samtidigt drastiskt höja dessa för fiskevårdsområdena som ett led i en hårdare satsning på de större och ekonomiskt starkare fiskevattenägarna. Fiskevattenägarna Dalarna-Gävleborg begärde då utträde eftersom man ansåg att fiskevårdsområdena i den egna regionen skulle bli lidande av den nya ordningen i Sveriges fiskevattenägareförbund. Fiskevattenägarna Dalarna-Gävleborg har en tydlig profil med inriktning på att sammansluta och utveckla fiskevårdsområdesföreningar så att de kan vara en motor i landsbygdsutvecklingen.

## Fiskevattenägarna Östra Svealand
Fiskevattenägarna Östra Svealand är en regional intresseorganisation för fiskevårdsområden och fiskevattenägare i Uppsala, Stockholms, och Södermanlands län. Fiskevattenägarna i Östra Svealand har, precis som Fiskevattenägarna Dalarna-Gävleborg, tidigare varit medlemmar i Sveriges fiskevattenägareförbund, men valde i slutet av 2000-talet att utträda ur riksorganisationen med hänvisning bland annat till medlemsnyttan samtidigt som man ansåg att Sveriges fiskevattenägareförbund inte hanterade kustfrågorna på ett godtagbart sätt.